# Marian Szeja
Marian Henryk Szeja (Siemianowice Śląskie, 20 de agosto de 1941 - Wałbrzych, 25 de febrero de 2015) fue un futbolista polaco que jugaba en la demarcación de portero.

## Biografía
Debutó como futbolista en 1960 con el Zagłębie Wałbrzych tras formarse en el Unia Kędzierzyn. Jugó en el club durante trece temporadas, llegando a quedar en tercera posición en la Ekstraklasa. Además disputó la única participación del club en la Copa de la UEFA, en la edición de 1972, donde quedó eliminado en segunda ronda. En 1973 se fue a Francia para fichar por el FC Metz, donde jugó cuatro partidos de liga y uno de copa. En 1974 fue traspasado al AJ Auxerre, con quien ganó la Ligue 2 en su última temporada como futbolista.
Falleció el 25 de febrero de 2015 en Wałbrzych a los 73 años de edad.

## Selección nacional
Jugó un total de quince partidos con la selección de fútbol de Polonia. Su debut fue el 24 de octubre de 1965 contra Finlandia en un partido de clasificación para la Copa Mundial de Fútbol de 1966. También disputó la clasificación para la Eurocopa de 1972. También fue convocado para disputar los Juegos Olímpicos de Múnich 1972, pero aunque no llegó a jugar ningún partido, ganó la medalla de oro. Finalmente, el 12 de agosto de 1973 jugó su último partido, en calidad de amistoso, contra Estados Unidos.

## Clubes
| Club               | País    | Año         | Partidos | Goles |
| ------------------ | ------- | ----------- | -------- | ----- |
| Zagłębie Wałbrzych | Polonia | 1960 - 1973 | ¿?       | ¿?    |
| FC Metz            | Francia | 1973 - 1974 | 5        | 0     |
| AJ Auxerre         | Francia | 1974 - 1980 | 219      | 0     |

## Palmarés

### Campeonatos nacionales
| Título  | Club       | País    | Año  |
| ------- | ---------- | ------- | ---- |
| Ligue 2 | AJ Auxerre | Francia | 1980 |